# Wilhelm König (Jurist)
Wilhelm Fritz Karl Arnold König (* 16. Mai 1905 in Wismar; † 22. Februar 1984 in Kassel) war ein deutscher Richter.

## Leben
Wilhelm König war Sohn des Juristen und Senators Wilhelm Friedrich Karl Hans Ludwig Heinrich König und dessen zweiter Frau Wilhelmine Henriette Christine, geb. Lienan. Er besuchte die Große Stadtschule Wismar. Er bestand Ostern 1923 die Abiturprüfung und begann an der Christian-Albrechts-Universität zu Kiel Rechtswissenschaft zu studieren. Er renoncierte am 1. Mai 1923 beim Corps Holsatia und wurde am 9. Dezember 1923 recipiert.  Seit dem 28. Juli 1924 inaktiv, wechselte König an die Ludwig-Maximilians-Universität München und zum Sommersemester 1925 an die heimatliche Universität Rostock. Am 7. November 1927 bestand er in Rostock das Referendarexamen. Den Vorbereitungsdienst absolvierte er in Wismar, Schwerin und Rostock. Nach der Assessorprüfung war er ab 1932 Hilfsrichter bei verschiedenen Gerichten. 1935 wurde er in Rostock zum Dr. iur. promoviert. 1938 kam er als Landgerichtsrat an das Landgericht Güstrow. Im Gegensatz zu vielen Richtern seiner Generation war König kein Mitglied der NSDAP oder einer ihrer Gliederungen. Am 9. Juli 1937 heiratete er Ursula Hurtzig.
Am 26. August 1939 zum Heer (Wehrmacht) einberufen, war er an den Vorfeldkämpfen an der Grenze zu Frankreich beteiligt. Zum Unteroffizier d. R. befördert, und zeitweilig entlassen, wurde er als Marine-Intendanturrat wieder einberufen. Er kam 1945 in Italien in Kriegsgefangenschaft und wurde im November 1945 nach Hamburg entlassen, wo seine Schwester wohnte. Da sein Hausstand in Güstrow von den russischen Besatzungstruppen aufgelöst und wahrscheinlich abtransportiert war, bewarb er sich umgehend um eine Stelle in der Hamburger Justiz. Er wurde im Januar 1946 als Hilfsrichter beim Landgericht Hamburg eingestellt. Da er an einer Habilitationsschrift arbeitete, die auch Fragen des Arbeitsrechts berührte, bat er um Einsatz am Arbeitsgericht, das in Hamburg schon seit August 1945 auf der Basis des Arbeitsgerichtsgesetzes von 1926 ohne Beisitzer der Arbeitnehmer und Arbeitgeber operierte.
Nach Verabschiedung des Kontrollratsgesetzes Nr. 21 (Deutsches Arbeitsgerichtsgesetz) wurde er im Juli 1946 Vorsitzender, 1948 Direktor und 1951 Präsident des Landesarbeitsgerichts Hamburg. Im April 1954 kam er als Bundesrichter an das Bundesarbeitsgericht in Kassel. Er war ab 1957 Senatspräsident, 1970–1972 Vizepräsident und 1972–1973 Vorsitzender Richter und ständiger Vertreter des Präsidenten.

## Werke
- mit Rudolf Reinhardt: Richter und Rechtsfindung. München Berlin 1957.